# 妙覚寺 (稲城市)
妙覚寺（みょうかくじ）は、東京都稲城市にある臨済宗建長寺派の寺院。山号は雲騰山。本尊は釈迦牟尼仏。

## 概要
臨済宗建長寺派に属する禅林で、建長寺の末寺に当たる。準西国稲毛三十三所観音霊場5番札所、多摩川三十四ケ所観音霊場第22番札所。秘仏である十一面観世音菩薩は午年のみ開帳される。
山寺号は「雲騰山妙覚寺」だが、参道脇の寺名を記した石柱には「雲騰山 妙覺禅寺」と彫られている。

## 歴史
『稲城町誌』によると、当寺所蔵の過去帳に「当山開基万松院 天文十九庚戌五月四日」「開山陽雲讃和尚 永禄四辛酉四月廿三日」とあり、「開基万松院」は室町幕府第12代征夷大将軍・足利義晴の法号「万松院曄山道照」を指す。「開山陽雲」は当寺の南東約1km、川崎市多摩区菅仙谷にある寿福寺の住持である陽雲を指し、当寺は寿福寺の住持陽雲が退隠所（隠居寺）として建てたもので、寿福寺が関東公方足利氏満の外護で再興したため、足利義晴を開基としたとする。また『多摩の歴史 5』も『稲城町誌』を参考資料として同様に記している。
なお『新編武蔵風土記稿』巻之九十五「多磨郡之七 府中領」では寺号を「明覺寺（明覚寺）」、除地七畝八歩（約720.66m2）、山号を「雲登山」、橘樹郡菅村壽福寺（寿福寺）末と記し、『江戸名所図会』天璣之部では「騰雲山明覺寺」と記した。『江戸名所図会』によれば、当寺は足利義晴が建立した後、廃寺となっていたが、慶長年間に加藤太郎左衛門が再興して菩提寺としたと云われ、中興開基は陽雲和尚とする。当寺に長坂血鎗九郎が陣中守護のため鎧の中に籠め奉った伽羅の正観音を安置し、（同観音は）立像三寸ばかり（約10cm）で弘法大師の作とされ、今は一尺余り（約30cm）の正観音を彫像して、その體中に秘安したと記す。
矢野口笹久保栄一家蔵の由来記には、建長明月院の秀岩禅師に伝来した高野大師（空海）作の霊像が、秀岩師から福山広徳庵の海会老師を経て当山に付受され、再興檀越当郷角田氏某が、鎌倉の扇ヶ谷に居住する古仏師運慶の遠縁三橋氏某に命じて十一面の新像を造らせ、右の小像を胎内に秘蔵して令法久住の守護として安置したと伝わる。胎内仏は高さ7.8cmの一木造立像で、鎌倉時代の作と認められる。
『建長寺史 末寺編』によると、本尊は釈迦牟尼仏、開山は陽雲法讃禅師（寿福寺6世）、開基は足利12代将軍足利義晴とし、開創年月は室町時代だが年月不詳とする。また11世廬山和尚を中興とする。境内地は673.62坪（約2226.8m2）、建造物は本堂36.5坪（約120.7m2）、庫裡49.55坪（約163.8m2）、観音堂6.45坪（約21.3m2）、鐘楼2.25坪（7.4m2）、石門とする。
元禄13年（1700年）、当領主の加藤太郎左衛門藤原甫成が中興開基となり殿堂を修復したが、寛政元年（1789年）7月中旬に火災により諸堂宇が灰燼に帰した。その後、寛政8年（1796年）に再興して現在に至る。宝物は本尊釈迦牟尼仏、十一面観世音（鎌倉初期作）、大般若600巻（50巻余の外毛筆書）、十六善神1軸（江戸時代）。

## 歴代住職
以下は『建長寺史 末寺編』（1977年刊）による。
| 世代   | 住職氏名             | 示寂年月日                      |
| ------ | -------------------- | ------------------------------- |
| 開山   | 陽雲法讃禅師         | 永禄4年4月23日（1561年6月5日）  |
| 二世   | 典章和尚             | 不詳                            |
| 三世   | 香甫和尚             | 不詳                            |
| 四世   | 香雲和尚             | 寛永8年3月29日（1631年4月30日） |
| 五世   | 石岫和尚             | 貞享5年6月11日（1688年7月8日）  |
| 六世   | 億伝和尚             | 元禄9年4月6日（1696年5月6日）   |
| 准世代 | 観渓和尚（寿福22世） | 享保8年1月2日（1723年2月6日）   |
| 准世代 | 友山和尚（寿福23世） | 宝暦6年3月24日（1756年4月23日） |
| 七世   | 洪巌和尚             | 天明5年1月4日（1785年2月12日）  |
| 八世   | 杲天和尚             | 文化9年1月23日（1812年3月6日）  |
| 九世   | 月庭和尚             | 安永6年5月24日（1777年6月29日） |
| 一〇世 | 誠岳和尚             | 天明6年12月8日（1787年1月26日） |
| 一一世 | 廬山和尚（中興）     | 文化元年6月8日（1804年7月14日） |
| 一二世 | 諦養和尚             | 弘化4年7月21日（1847年8月31日） |
| 一三世 | 雪巌和尚             | 天保11年1月6日（1840年2月8日）  |
| 一四世 | 英州和尚             | 弘化4年7月3日（1847年8月13日）  |
| 一五世 | 文宝和尚             | 明治7年（1874年）10月8日        |
| 一六世 | 周山琢和尚           | 明治27年（1894年）1月8日        |
| 一七世 | 鶴峰佑和尚           | 昭和10年（1935年）9月30日       |
| 一八世 | 夢山教和尚           | 昭和29年（1954年）4月19日       |
| 一九世 | 晶山和尚             | 昭和29年（1954年）3月17日就任   |

## 文化財
- 筆塚（昭和60年1月23日指定[14]） - 境内にある筆塚は、指導者の永年にわたる学業指導の功績と徳を称えて嘉永7年（1854年）閏七月に建立されたもので、石碑の表面には指導者だった角田すず女の辞世の歌「紫の雲の迎を待つばかり、うき世の事はとにも角にも」が刻まれている。また、台石の表及び左右側面に矢野口村・長沼村・押立村・菅村の49名の筆子代表者の名前が刻まれている[1]。
- 板碑（昭和52年2月28日指定[14]） - 鐘楼の横に、稲城市内最大（地上高112cm）の板碑がある。この板碑は阿弥陀三尊の種子、「逆修道秀禅門」と刻まれた供養者名、「享徳三年甲戌八月時正日[注釈 3]」（1454年8月）の紀年銘、光明真言の梵字（悉曇文字）が左右2行に記されるなど、保存状態の良好な板碑である[2][16]。

## 交通アクセス
- 京王電鉄相模原線京王よみうりランド駅より徒歩4分。